# 黏肉菇属
蠔菇屬（学名：Sarcomyxa）是黏肉菇科下的一个属。

## 下属物种
本属包括以下物种：
- 美味蠔菇 Sarcomyxa edulis (Y.C.Dai, Niemelä & G.F.Qin) T.Saito, Tonouchi & T.Harada